# BPY2B
BPY2B (англ. Basic charge, Y-linked, 2B) – білок, який кодується однойменним геном, розташованим у людей на довгому плечі Y-хромосоми. Довжина поліпептидного ланцюга білка становить 106 амінокислот, а молекулярна маса — 12 063.
| 10         |  | 20         |  | 30         |  | 40         |  | 50         |
| ---------- |  | ---------- |  | ---------- |  | ---------- |  | ---------- |
| MMTLVPRART |  | RAGQDHYSHP |  | CPRFSQVLLT |  | EGIMTYCLTK |  | NLSDVNILHR |
| LLKNGNVRNT |  | LLQSKVGLLT |  | YYVKLYPGEV |  | TLLTRPSIQM |  | RLCCITGSVS |
| RPRSQK     |  |            |  |            |  |            |  |            |

A: Аланін

C: Цистеїн

D: Аспарагінова кислота

E: Глутамінова кислота

F: Фенілаланін

G: Гліцин

H: Гістидин

I: Ізолейцин

K: Лізин

L: Лейцин

M: Метіонін

N: Аспарагін

P: Пролін

Q: Глутамін

R: Аргінін

S: Серин

T: Треонін

V: Валін